# Chaskovo (region)
Chaskovo är en region (oblast) i sydöstra Bulgarien som gränsar mot Grekland och Turkiet. Regionens största stad och huvudort, Chaskovo, har givit den dess namn. Regionen har en area på 5 543 km² och 231 276 invånare (2017). Den genomkorsas av floden Maritsa.

## Kommuner (obsjtina) i Chaskovo
- Dimitrovgrad
- Charmanli
- Chaskovo
- Ivajlovgrad
- Ljubimets
- Madzjarovo
- Mineralni Bani
- Simeonovgrad
- Stambolovo
- Svilengrad
- Topolovgrad

## Kartor

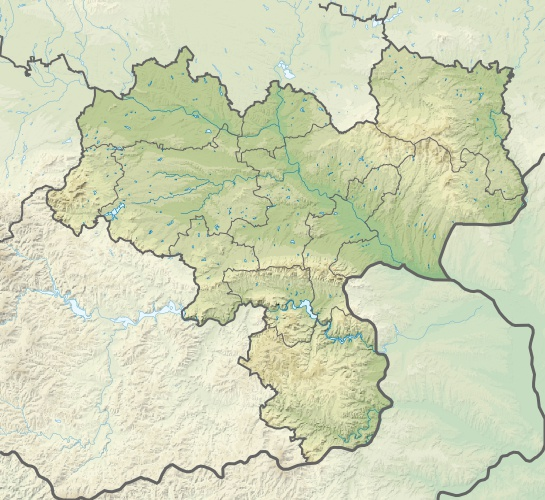
Reliefkarta
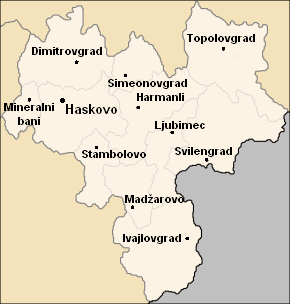
Regionens kommuner